# Notitia episcopatuum

Une notitia episcopatuum (au pluriel, notitiae episcopatuum) est un document officiel, sur les territoires de l'Empire byzantin, donnant la liste des sièges métropolitains, archidiocèses autocéphales et diocèses suffragants (subdivisés en provinces ecclésiastiques) d'un même patriarcat.

## Fonctionnement
Dans l'Église latine, les évêques et les archevêques étaient classés selon l'ancienneté de leur consécration, et en Afrique, selon leur âge. Dans les patriarcats orientaux, le rang hiérarchique de chaque évêque était déterminé en fonction de la place qu'il occupait. Ainsi, dans le patriarcat de Constantinople, le premier métropolite n'était pas celui qui avait été ordonné depuis très longtemps, mais celui qui occupait le siège de l'archidiocèse de Césarée de Cappadoce (it). Le second était celui de l'archidiocèse d'Éphèse (it) et ainsi de suite. Dans chaque province ecclésiastique, le rang de chaque évêque est alors déterminé et reste inchangé à moins que la liste ne soit modifiée par la suite. L'ordre hiérarchique incluait tout d'abord le patriarche, puis les grands métropolites, les métropolites autocéphales qui n'avaient pas de suffragants et étaient directement soumis au patriarche. Viennent ensuite les archevêques qui, même s'ils ne diffèrent pas des métropolitains autocéphales, occupent des degrés hiérarchiques inférieurs à ceux-ci et dépendent aussi immédiatement du patriarche, puis des évêques ordinaires et enfin des évêques vicaires. On ignore qui a établi cet ordre très ancien, mais il est probable que, dans un premier temps, les sièges métropolitains et les simples évêchés aient été classés en fonction de la date de leur fondation. L'ordre a ensuite été modifié sur la base de considérations politiques et religieuses.

## Quelquesnotitiae
- Patriarcat de Constantinople :
  - L'Ecthèse du pseudo-Épiphane, version d'une précédente notitia episcopatuum (probablement compilée par le patriarche Épiphane sous le règne de l'empereur byzantin Justinien), élaborée sous le règne de Héraclius (vers 640)[2].
  - Une notitia episcopatuum qui remonte au début du IXe siècle et diffère légèrement de la version précédente.
  - La Notitia de Basile l'Arménien éditée entre 820 et 842.
  - La Notitia compilée par l'empereur Léon VI le Sage et par le patriarche Nicolas Ier Mystikos entre 901 et 907, qui modifie l'ordre hiérarchique établi au VIIe siècle, mais qui avait été perturbée par l'incorporation de la province ecclésiastique du diocèse d'Illyrie et de l'Italie méridionale dans le patriarcat[2]
  - Les Notitiae de Constantin VII Porphyrogénète (vers 940), de Jean Ier Tzimiskès (vers 980), de Alexis Ier Comnène (vers 1084), de Nil Doxopatrès (1143), de Manuel Ier Comnène (vers 1170), d'Isaac II Ange (fin du XIIe siècle), par Michel VIII Paléologue (vers 1270), par Andronico II Paleologo (vers 1299 ) et par Andronic II Paléologue (vers 1330).

- Patriarcat d'Antioche :
  - Une seule notitia episcopatuum est connue pour ce patriarcat qui remonte au VIe siècle et qui fut élaborée par le patriarche Anastase.

### Éditions denotitiae episcopatuum
- Jean Darrouzès (de), Notitiae episcopatuum Ecclesiae Constantinopolitanae : critique de texte, introduction et notes, Peeters Publishers, 1981 (ISBN 978-90-429-3118-3, lire en ligne)

### Autres ouvrages
- (la) Gustav Parthey, Hieroclis synecdemus et notitiae Graecae episcopatuum, 1866 (lire en ligne)
- (la) Heinrich Gelzer, Georgii Cyprii descripto orbis Romani : accedit Leonis imperatoris Diatyposis genuina adhuc inedita, 1890 (lire en ligne)
- (de) Heinrich Gelzer, Ungedruckte und ungenügend veröffentlichte Texte der Notitiae episcopatuum, 1901 (lire en ligne)